# Antoni Darder i Marsà
Antoni Darder i Marsà (Barcelona, 28 d'octubre de 1885 - Barcelona, 11 d'abril de 1956) va ser un arquitecte català.

## Biografia

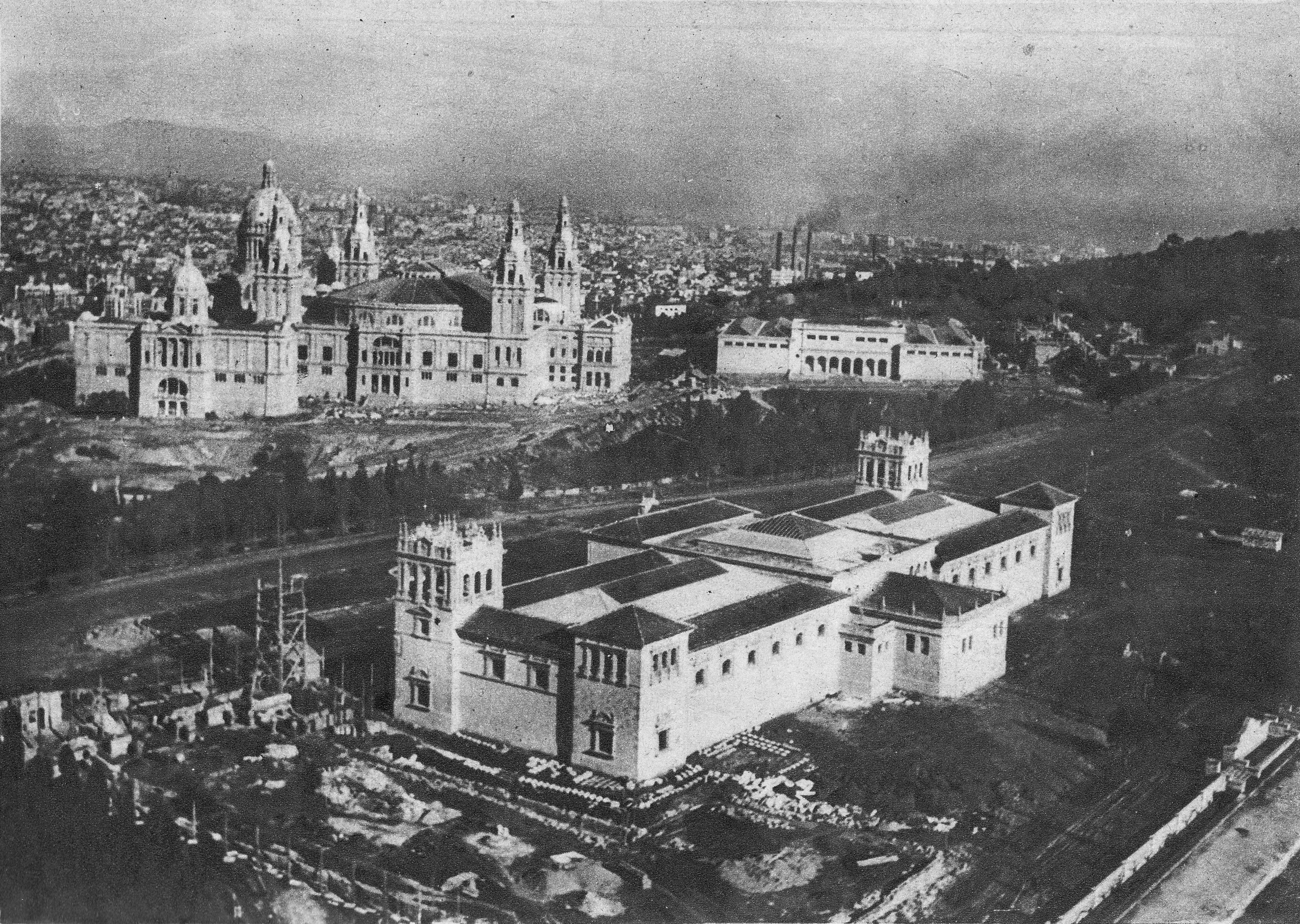
Pavelló d'Espanya a l'Exposició Internacional de Barcelona (1929).

Neix a Barcelona l'any 1885 fill del veterinari Antoni Darder i Llimona (germà del també veterinari Francesc Darder i Llimona) i de Rosa Marsà Batista. Es va titular el 1910. Va ser catedràtic de l'Escola Tècnica Superior d'Arquitectura de Barcelona, arquitecte municipal de Puigreig i arquitecte en cap del Servei d'Edificis Administratius de l'Ajuntament de Barcelona.
El 1918 va dissenyar un projecte urbanístic de reforma del districte barceloní de Ciutat Vella, reformulat del projecte de reforma interior d'Àngel Baixeras de 1884.
Va efectuar diversos treballs per a l'Exposició Internacional de Barcelona de 1929: des del 1926 va ser l'encarregat de la continuació de les obres d'urbanització de la plaça d'Espanya, iniciades segons un projecte elaborat per Josep Puig i Cadafalch i Guillem Busquets; també va formar part de l'equip encarregat de la urbanització de la plaça de Catalunya, liderat per Francesc Nebot, tinent d'alcalde d'Obres Públiques, al costat de Pere Domènech i Roura, Enric Catà, Eugenio Cendoya i Félix de Azúa (1926-1929).
Va ser autor també de diversos pavellons de l'Exposició:

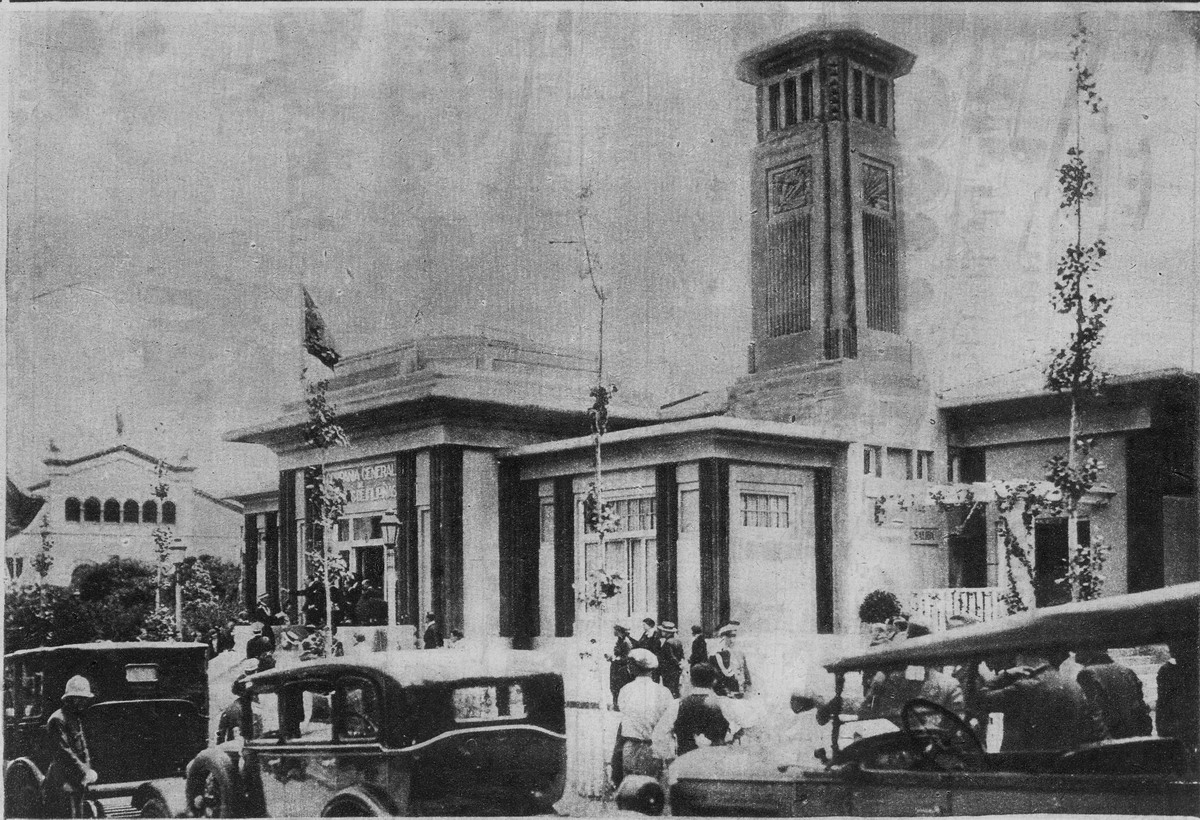
Pavelló de la Compañía General de Tabacos de Filipinas.

- Pavelló d'Espanya: destinat a la representació del Govern i els diferents ministeris, presentava un cos central i dos laterals simètrics, amb torrasses en els extrems, d'inspiració plateresca, amb arcs de mig punt i columnes d'ordre corinti. Va ser enderrocat després de l'Exposició.[7]
- Palau de l'Art Modern: formava part de la secció «L'Art a Espanya», i albergava col·leccions de pintura, escultura, dibuix i gravat del segle xix. De planta rectangular, la façana principal tenia un cos central i dos laterals simètrics, amb una estructura central en forma d'arqueria de mig punt que recordava l'obra de l'arquitecte italià Filippo Juvara.[8]
- Palau de les Missions: dedicat a donar a conèixer la labor de les institucions missioneres, la façana principal estava inspirada en les esglésies romàniques, amb arcs de mig punt confeccionats amb dovelles, finestres allargades i estretes i un remat de forma pentagonal. L'edifici era de planta rectangular, amb una cúpula octogonal inspirada en el Renaixement italià. Durant la Guerra Civil va servir com a presó, i posteriorment va ser un refugi d'indigents, fins que va ser enderrocat el 1969, i al seu lloc es van instal·lar els jardins de Joan Maragall.[9]
- Pavelló de la Compañía General de Tabacos de Filipinas: situat al passeig de Santa Madrona, l'edifici té planta en forma d'U, envoltat de jardins, amb una torre lateral i una cúpula octogonal sobre el seu cos central. Darder va seguir l'estil art déco de moda en els anys 1920, amb una intel·ligent distribució de l'espai interior i un versàtil joc de volums en l'exterior. El 1932 es va convertir en el Parvulari Municipal Forestier.[10]